# Haliplus confinis
Haliplus confinis ist ein Käfer aus der Familie der Wassertreter (Haliplidae). 

## Merkmale
Die Käfer erreichen eine Körperlänge von 3,5 Millimetern. Der Körper ist an der Oberseite nur schwach glänzend und matt und überall sehr fein punktförmig strukturiert. Die Deckflügel tragen feine Punktstreifen und schwarze Längsstreifen, die häufig unterbrochen sind und gemeinsam schräge Flecken bilden. Die Längsstreifen sind jedoch auf den inneren Zwischenräumen häufig nicht unterbrochen. Der Halsschild ist gelb, ihm fehlen die dunklen Querbinden, die der ähnliche Haliplus varius aufweist. Schräge Basalstrichel sind beidseits der Mitte deutlich ausgebildet. Der Prothorax ist an den Seiten strichförmig gerandet und zwischen den Hüften fein punktiert.

## Vorkommen und Lebensweise
Die Art kommt in Nord- und Mitteleuropa, Norditalien und Serbien, östlich bis Sibirien vor. Sie ist in Mitteleuropa selten und nur lokal verbreitet. Die Tiere leben in sauberen, stehenden und langsam fließenden Gewässern.